# Sister Rosetta Tharpe
Sister Rosetta Tharpe, rodným jménem Rosetta Nubin, (20. března 1915 – 9. října 1973) byla americká zpěvačka a kytaristka. Veřejně vystupovala od dětství, již od šesti zpívala po boku své matky v kočovné evangelické družině. Své první nahrávky pořídila koncem třicátých let. Úspěch měla například se svou verzí spirituálu Down by the Riverside (v roce 2004 tuto nahrávku Knihovna Kongresu zařadila do seznamu National Recording Registry).
V roce 1951 se potřetí provdala za manažera Russella Morrisona. Při této příležitosti uspořádali novomanželé koncert na Griffith Stadium ve Washingtonu, na který přišlo více než 20 000 diváků (údaje se pohybují v rozmezí 20 - 25 000 platících diváků). Koncert byl zaznamenán a vydán na gramofonové desce.
V letech 1958-1960 podnikla evropská turné. V roce 1964 se zúčastnila spolu s dalšími bluesovými hvězdami (Muddy Waters, Otis Spann, Sonny Terry and Brownie McGhee) britského turné The American Folk-Blues, and Gospel Caravan. To mělo bezprostřední vliv na začínající rockové a bluesové hudebníky, jako byli například Keith Richards, Jeff Beck, Eric Clapton. V médiích bývá nazývána "Kmotrou rock'n'rollu" (The Godmother of Rock & Roll). Její písně nahráli mimo jiné: Johnny Cash (1979 album A Believer Sings the Truth, píseň There Are Strange Things Happening Every Day), Elvis Presley (1968 The Complete '68 Comeback Special, píseň Up above my head), Led Zeppelin, The Staple Singers, Nina Simone, The Paul Butterfield Blues Band, Van Morrison, Grateful Dead. Bruce Springsteen odkazuje ve své písni Land of Hope and Dreams z roku 1999 na Rosettin gospel This Train.
V roce 1970 omezila kvůli mrtvici a následné amputaci nohy veřejné vystupování. Zemřela o tři roky později ve věku 58 let. V roce 2007 byla uvedena do Blues Hall of Fame. Roku 2018 byla uvedena do Rock and Roll Hall of Fame.

## Nahrávky
V roce 1938, kdy jí bylo 23 let, vystupovala v Cotton Club Revue s orchestrem Cab Callowaye (The Cab Calloway Orchestra) a pořídila s ním svou první gramofonovou nahrávku pro firmu Decca i svou první vlastní desku s písní Rock me. I nahrávky dalších jejích písní This Train, My Lord and I, That’s All a I Look Down the Road and I Wonder byly velice úspěšné.
V roce 1941 zpívala s populárním swingovým orchestrem Lucky Millindera (Lucky Millinder Orchestra). Nahrávky That’s All a Rock me zde dostávají žánrové zařazení "Swing spiritual".
V roce 1944 nahrála s orchestrem Sammy Price píseň Strange Things Happening Every Day, která se dostala na druhou příčku hitparády časopisu The Billboard.